# Нобелевские лауреаты из Японии
Но́белевская пре́мия (швед. Nobelpriset, англ. Nobel Prize) — престижная международная премия, ежегодно присуждаемая людям за выдающиеся научные исследования, революционные изобретения или крупный вклад в культуру, или развитие общества в областях химии, физики, физиологии и медицины, экономики, литературы и мира. Каждый нобелевский лауреат получает золотую медаль, диплом и денежную сумму, ежегодно определяемую Фондом Альфреда Нобеля.
Нобелевские премии присуждают четыре учреждения: Шведская королевская академия наук (химия, физика и экономика), Шведская академия (литература), Нобелевская ассамблея Королевского института (физиология и медицина) и Норвежский Нобелевский комитет (премия мира). Каждый год соответствующие Нобелевские комитеты рассылают индивидуальные приглашения тысячам учёных, академиков и профессоров университетов из разных стран с просьбой выдвинуть кандидатов на получение Нобелевских премий на следующий год. Кандидаты отбираются таким образом, чтобы в числе номинантов было представлено как можно больше стран и университетов. Нобелевские премии, за исключением премии мира, вручаются в Стокгольме (Швеция) на ежегодной церемонии вручения премий в годовщину смерти Нобеля — 10 декабря. Церемония вручения премий в Швеции проходит в Стокгольмском концертном зале, а сразу после неё в Стокгольмской ратуше проводят Нобелевский банкет. Ранее церемония вручения Нобелевской премии мира проводилась в Норвежском Нобелевском институте (1905—1946) и в актовом зале университета города Осло (1947—1989), а с 1990 года по настоящее время проводится в столичной городской ратуше. Кульминацией церемонии вручения Нобелевской премии в Стокгольме становится момент, когда каждый лауреат выходит вперёд и получает премию из рук короля Швеции. В Осло председатель Норвежского Нобелевского комитета вручает Нобелевскую премию мира в присутствии короля Норвегии и норвежской королевской семьи.
Премия впервые была учреждена в 1901 году, и по состоянию на 2024 год Нобелевскую премию получили 30 подданных Японии: двенадцать в области физики, восемь по химии, пять по физиологии и медицине, три по литературе и две премии мира. В список включены лауреаты, которые имели на момент вручения премии подданство государства или были выходцами из него. Первым из них стал Хидэки Юкава, получивший в 1949 году премию в области физики, а последним — организация «Нихон хиданкё», получившая в 2024 году премию мира.
С целью унификации все имена в списке приводятся в «японском» порядке — фамилия, затем имя.

## Лауреаты

### Премия мира
| № | Год  | Портрет | Лауреат | Обоснование награды | Примечание                          | Ист.   |
| - | ---- | ------- | --- | --- | ----------------------------------- | ------ |
| 1 | 1974 |         | Сато Эйсаку (1901 – 1975) яп. 佐藤 栄作 | За его вклад в стабилизацию условий в области Тихоокеанского обода и подписания договора о нераспространении ядерного производства Оригинальный текст (англ.)For his contribution to stabilize conditions in the Pacific rim area and for signing the Nuclear Non-Proliferation Treaty                                                            | Премия разделена с Шоном Макбрайдом | [ 19 ] |
| 2 | 2024 |         | «Нихон хиданкё» (осн. 1956) яп. 日本被団協 полн. Японская конфедерация организаций пострадавших от атомных и водородных бомб яп. 日本原水爆被害者団体協議会 | За усилия по достижению мира, свободного от ядерного оружия, и за демонстрацию свидетельств того, что ядерное оружие никогда не должно быть использовано снова Оригинальный текст (англ.)For its efforts to achieve a world free of nuclear weapons and for demonstrating through witness testimony that nuclear weapons must never be used again | —                                   | [ 14 ] |

### Физика
| №  | Год  | Портрет | Лауреат                                        | Обоснование награды | Примечание                                                   | Ист.   |
| -- | ---- | ------- | ---------------------------------------------- | --- | ------------------------------------------------------------ | ------ |
| 1  | 1949 |         | Юкава Хидэки (1907—1981) яп. 湯川 秀樹         | За предсказание существования мезонов на основе теоретических работ по ядерным силам Оригинальный текст (англ.)For his prediction of the existence of mesons on the basis of theoretical work on nuclear forces                                                                                      | —                                                            | [ 13 ] |
| 2  | 1965 |         | Томонага Синъитиро (1906—1979) яп. 朝永 振一郎 | За фундаментальные работы по квантовой электродинамике, имевшие глубокие последствия для физики элементарных частиц Оригинальный текст (англ.)For their fundamental work in quantum electrodynamics, with deep-ploughing consequences for the physics of elementary particles                        | Премия разделена с Джулианом Швингером и Ричардом Фейнманом  | [ 20 ] |
| 3  | 1973 |         | Эсаки Рэона (род. 1925) яп. 江崎 玲於奈        | За экспериментальные открытия туннельных явлений в полупроводниках и сверхпроводниках соответственно Оригинальный текст (англ.)For their experimental discoveries regarding tunneling phenomena in semiconductors and superconductors, respectively                                                  | Премия разделена с Брайаном Джозефсоном и Айваром Джайевером | [ 22 ] |
| 4  | 2002 |         | Косиба Масатоси (1926 – 2020) яп. 小柴 昌俊    | За пионерский вклад в астрофизику, в частности за обнаружение космических нейтрино Оригинальный текст (англ.)For pioneering contributions to astrophysics, in particular for the detection of cosmic neutrino                                                                                        | Премия разделена с Реймондом Дейвисом и Риккардо Джаккони    | [ 23 ] |
| 5  | 2008 |         | Кобаяси Макото (род. 1944) яп. 小林 誠         | За открытие источника нарушения симметрии, которое позволило предсказать существование в природе по меньшей мере трёх поколений кварков Оригинальный текст (англ.)For the discovery of the origin of the broken symmetry which predicts the existence of at least three families of quarks in nature | —                                                            | [ 24 ] |
| 6  | 2008 |         | Маскава Тосихидэ (1940 – 2021) яп. 益川 敏英   | За открытие источника нарушения симметрии, которое позволило предсказать существование в природе по меньшей мере трёх поколений кварков Оригинальный текст (англ.)For the discovery of the origin of the broken symmetry which predicts the existence of at least three families of quarks in nature | —                                                            | [ 25 ] |
| 7  | 2008 |         | Намбу Йоитиро (1921 – 2015) яп. 南部 陽一郎    | За открытие механизма спонтанного нарушения симметрии в субатомной физике Оригинальный текст (англ.)For the discovery of the mechanism of spontaneous broken symmetry in subatomic physics | [ ~ 6 ]                                                      | [ 27 ] |
| 8  | 2014 |         | Акасаки Исаму (1929 – 2021) яп. 赤﨑 勇        | За изобретение эффективных синих светодиодов, приведших к появлению ярких и энергосберегающих источников белого света Оригинальный текст (англ.)for the invention of efficient blue light-emitting diodes which has enabled bright and energy-saving white light sources                             | —                                                            | [ 28 ] |
| 9  | 2014 |         | Амано Хироси (род. 1960) яп. 天野 浩           | За изобретение эффективных синих светодиодов, приведших к появлению ярких и энергосберегающих источников белого света Оригинальный текст (англ.)for the invention of efficient blue light-emitting diodes which has enabled bright and energy-saving white light sources                             | —                                                            | [ 29 ] |
| 10 | 2014 |         | Накамура Сюдзи (род. 1954) яп. 中村修二        | За изобретение эффективных синих светодиодов, приведших к появлению ярких и энергосберегающих источников белого света Оригинальный текст (англ.)for the invention of efficient blue light-emitting diodes which has enabled bright and energy-saving white light sources                             | [ ~ 7 ]                                                      | [ 31 ] |
| 11 | 2015 |         | Кадзита Такааки (род. 1959) яп. 梶田 隆章      | За открытие нейтринных осцилляций, показывающее, что нейтрино имеют массу Оригинальный текст (англ.)For the discovery of neutrino oscillations, which shows that neutrinos have mass | Премия разделена с Артуром Макдональдом                      | [ 32 ] |
| 12 | 2021 |         | Манабэ Сюкуро (род. 1931) яп. 真鍋 淑郎        | За физическое моделирование климата Земли, количественный анализ вариаций и надежный прогноз глобального потепления Оригинальный текст (англ.)For the physical modelling of Earth’s climate, quantifying variability and reliably predicting global warming                                          | Премия разделена с Клаус Хассельманом                        | [ 34 ] |

### Физиология и медицина
| № | Год  | Портрет          | Лауреат                                    | Обоснование награды | Примечание                                     | Ист.   |
| - | ---- | ---------------- | ------------------------------------------ | --- | ---------------------------------------------- | ------ |
| 1 | 1987 | Судзуми Тонегава | Тонегава Судзуми (род. 1939) яп. 利根川 進 | За открытие генетического механизма возникновения разнообразия антител Оригинальный текст (англ.)For his discovery of the genetic principle for generation of antibody diversity                                                    | —                                              | [ 35 ] |
| 2 | 2012 | Синъя Яманака    | Яманака Синъя (род. 1962) яп. 山中 伸弥    | За работы в области биологии развития и получения индуцированных стволовых клеток Оригинальный текст (англ.)For the discovery that mature cells can be reprogrammed to become pluripoten                                            | Премия разделена с Джоном Гердоном             | [ 36 ] |
| 3 | 2015 | Сатоси Омура     | Омура Сатоси (род. 1935) яп. 大村 智       | За открытия, касающиеся новых методов борьбы с инфекциями, вызываемыми паразитическими круглыми червями Оригинальный текст (англ.)For their discoveries concerning a novel therapy against infections caused by roundworm parasites | Премия разделена с Уильямом Кэмпбеллом и Ту Юю | [ 37 ] |
| 4 | 2016 | Ёсинори Осуми    | Осуми Ёсинори (род. 1945) яп. 大隅 良典    | За открытие механизмов аутофагии Оригинальный текст (англ.)For his discoveries of mechanisms for autophagy | —                                              | [ 38 ] |
| 5 | 2018 | Тасуку Хондзё    | Хондзё Тасуку (род. 1942) яп. 本庶 佑      | За их открытия терапии рака путём ингибирования отрицательной иммунной регуляции Оригинальный текст (англ.)For their discovery of cancer therapy by inhibition of negative immune regulation                                        | Премия разделена с Джеймсом Эллисоном          | [ 39 ] |

### Химия
| № | Год  | Портрет         | Лауреат                                   | Обоснование награды | Примечание                                                | Ист.   |
| - | ---- | --------------- | ----------------------------------------- | --- | --------------------------------------------------------- | ------ |
| 1 | 1981 | Кэнъити Фукуи   | Фукуи Кэнъити (1918—1998) яп. 福井 謙一   | За независимую разработку теорий, объясняющих протекание химических реакций Оригинальный текст (англ.)For their theories, developed independently, concerning the course of chemical reactions | Премия разделена с Роалдом Хоффманом                      | [ 40 ] |
| 2 | 2000 | Хидэки Сиракава | Сиракава Хидэки (род. 1936) яп. 白川 英樹 | За открытие и синтез проводящих полимеров Оригинальный текст (англ.)For the discovery and development of conductive polymers | Премия разделена с Аланом Хигером и Аланом Макдиармидом   | [ 41 ] |
| 3 | 2001 | Рёдзи Ноёри     | Ноёри Рёдзи (род. 1938) яп. 野依 良治     | За работы по реакциям гидрирования на хиральных катализаторах Оригинальный текст (англ.)For their work on chirally catalysed hydrogenation reactions | Премия разделена с Уильямом Ноулзом и Барри Шарплессом    | [ 42 ] |
| 4 | 2002 | Коити Танака    | Танака Коити (род. 1959) яп. 田中 耕一    | За разработку методов идентификации и структурного анализа биологических макромолекул, и, в частности, за разработку методов масс-спектрометрического анализа биологических макромолекул Оригинальный текст (англ.)For their development of soft desorption ionisation methods for mass spectrometric analyses of biological macromolecules | Премия разделена с Джоном Фенном и Куртом Вютрихом        | [ 43 ] |
| 5 | 2008 | Осаму Симомура  | Симомура Осаму (1928—2018) яп. 下村 脩    | За открытие и синтез зелёного флуоресцентного белка Оригинальный текст (англ.)For the discovery and development of the green fluorescent protein, GFP | Премия разделена с Мартином Чалфи и Роджером Тсиеном      | [ 44 ] |
| 6 | 2010 | Эйити Нэгиси    | Нэгиси Эйити (1935—2021) яп. 根岸英一     | За катализируемые палладием реакции кросс-сочетания в органическом синтезе Оригинальный текст (англ.)For palladium-catalyzed cross couplings in organic synthesis | Премия разделена с Ричардом Хеком                         | [ 46 ] |
| 7 | 2010 | Акира Судзуки   | Судзуки Акира (род. 1930) яп. 鈴木 章     | За катализируемые палладием реакции кросс-сочетания в органическом синтезе Оригинальный текст (англ.)For palladium-catalyzed cross couplings in organic synthesis | Премия разделена с Ричардом Хеком                         | [ 47 ] |
| 8 | 2019 | Камилло         | Ёсино Акира (род. 1948) яп. 吉野 彰       | За совершенствование литий-ионных аккумуляторов Оригинальный текст (англ.)For the development of lithium-ion batteries | Премия разделена со Стэнли Уиттингемом и Джоном Гуденафом | [ 48 ] |

## Комментарии
1. ↑  Кроме них, лауреатом премии по химии в 1986 году стал имеющий двойное гражданство Китайской Республики (Тайваня) и США Ли Юаньчжэ (кит. 李遠哲, англ. Yuan Tseh Lee, род. 1936), с формулировкой «За вклад в развитие исследований динамики элементарных химических процессов». В год его рождения Тайвань являлся провинцией Японской империи (контроль Китайской Республики над островом был установлен в 1945 году)[9][10].
2. ↑  Кроме них, лауреатом премии по химии в 1987 году стал имеющий американское гражданство Чарлз Джон Педерсен (англ. Charles John Pedersen, 1904—1989), с формулировкой «За разработку и применение молекул со структурно-специфическими взаимодействиями высокой избирательности». Он родился в аннексированной Японией Корее в норвежско-японской семье. Проживая до 1922 года в Японии, использовал имя Ясуи Ёсио (яп. 安井 良男), затем эмигрировал в США[11].
3. ↑  Такое написание закреплено в требованиях к оформлению статей, публикуемых в изданиях, входящих в Российский индекс научного цитирования (на примере редакционных требований журнала «Японские исследования», ISSN 25002872 online Архивная копия от 26 июля 2020 на Wayback Machine).
4. ↑  На момент присуждения премии имел подданство Соединённого королевства, полученное в 1983 году[17].
5. ↑  Публиковался как Лео Эсаки (англ. Leo Esaki)[21].
6. ↑  На момент присуждения премии имел гражданство США, полученное в 1970 году[26].
7. ↑  На момент присуждения премии имел гражданство США, полученное в 2000 году[30].
8. ↑  На момент присуждения премии имел гражданство США, полученное в 1975 году[33].
9. ↑  Нэгиси Эйити родился в созданном Японией марионеточном государстве Маньчжоу-Го (ныне — территория Китая). В годы Второй мировой войны как член семьи железнодорожного служащего жил в оккупированном Китае и аннексированной Корее. После войны семья вернулась в Японию[45].